# Trichiosoma sibiricum
Trichiosoma sibiricum is een vliesvleugelig insect uit de familie van de knotssprietbladwespen (Cimbicidae). De wetenschappelijke naam van de soort is voor het eerst geldig gepubliceerd in 1947 door Gussakovskij.